# South Brook (Halls Bay)
South Brook is een gemeente (town) in de Canadese provincie Newfoundland en Labrador.

## Geschiedenis
South Brook was een gemeentevrije plaats totdat het in 1945 deel ging uitmaken van de nieuw opgerichte gemeente Springdale-South Brook. Deze gemeente, die de status van rural district had, bestond gedurende 16 jaar.
Op 27 juni 1961 werd Springdale-South Brook opgeheven, waarop Springdale een zelfstandige town werd en South Brook opnieuw een gemeentevrije plaats. South Brook kreeg in 1965 opnieuw een gemeentebestuur kreeg doordat het een local government community (LGC) werd. In 1980 werd de LGC als bestuursvorm afgeschaft en werden ze allen automatisch omgevormd tot community's, die uiteindelijk allen towns werden.

## Geografie
South Brook ligt aan het einde van Halls Bay, een 30 km lange zee-inham van Notre Dame Bay, aan de noordkust van het eiland Newfoundland. De plaats dankt haar naam aan de gelijknamige rivier die op dezelfde plaats in Halls Bay uitmondt.
Het dorp bevindt zich aan de splitsing van de Trans-Canada Highway (NL-1) en provinciale route 380. De dichtstbij gelegen plaats is Springdale, dat hemelsbreed zo'n 7 km verder noordwaarts ligt.

## Demografie
Demografisch gezien is South Brook, net zoals de meeste kleine dorpen op Newfoundland, al decennia aan het krimpen. Tussen 1976 en 2021 daalde de bevolkingsomvang van 828 naar 420. Dat komt neer op een daling van 408 inwoners (-49,3%) in 45 jaar tijd.
| Demografische ontwikkeling van South Brook tussen 1951 en 2021             |
| -------------------------------------------------------------------------- |
|                                                                            |
| Bron: Statistics Canada (1951–1986, 1991–1996, 2001–2006, 2011–2016, 2021) |